# Zakletva Horacijeva
Zakletva Horacijeva je slika Jacquesa-Louisa Davida koja se smatra prvom slikom neoklasicizma koja je svojim intenzivnim iluzionizmom snažno utjecala na generacije slikara poslije; također je jedna od prvih propagandnih slika u povijesti.

## Odlike
Scena je smještena u interijeru klasične rimske građevine gdje su figure u rimskim nošnjama i strogim i odlučnim pozama koje su namjerno teatralne. U kontrastu sa strogim i krutim držanjem ovih likova su žene i djeca koji su manji i skupljeni su u kutu u seriji tečnih i ritmičnih krivulja koje aludiraju njihovu osjećajnost. Jedna od njih je sestra Horacijevih koja je u romantičnoj vezi s jednim od rivala Horacijevih ; što se vidi po njenoj pozi u kojoj ju je svladala njena tragična sudbina. U sjeni pozadine, jedna žena tješi svoju djecu. 
Likovi izražavaju želju poistovjećenja francuskih republikanaca, koji će kasnije povesti Francusku revoluciju, s njihovim uzorima iz povijesti - Rimskom Republikom. Ironija je u tome što je sliku naručio kralj Luj XVI kao dio svog programa za moralnim poboljšanjem Francuske, a kraljevskom ministru za umjetnost, koji je odobrio sliku, je promakla očita propagandna politička uloga slike.
David je ovu sliku naslikao u Rimu i u njoj je izrazio ideje prosvjetiteljstva koje je utvrdio Jean-Jacques Rousseau u svom "Društvenom ugovoru". Republikanski ideali generala sa svojim sinovima kao vojnicima postaju okosnica slike. Njihova zakletva se može protumačiti kao čin osnivanja države Ta podjela uloga po spolu je isto tako jedna od postavki Rousseauovih doktrina.